# Life for Rent
Life for Rent este cel de-al doilea album din cariera interpretei de origine engleză, Dido.

## Lista melodiilor
1. "White Flag" (Dido Armstrong, Rollo Armstrong, Rick Nowels) – 4:01
2. "Stoned" (D. Armstrong, R. Armstrong, Lester Mendez) – 5:55
3. "Life for Rent" (D. Armstrong, R. Armstrong) – 3:41
4. "Mary's in India" (D. Armstrong, R. Armstrong) – 3:42
5. "See You When You're 40" (D. Armstrong, R. Armstrong, Aubrey Nunn) – 5:20
6. "Don't Leave Home" (D. Armstrong, R. Armstrong) – 3:46
7. "Who Makes You Feel" (D. Armstrong, R. Armstrong, John Harrison) – 4:21
8. "Sand in My Shoes" (D. Armstrong, Nowels) – 5:00
9. "Do You Have a Little Time" (D. Armstrong, Bates, Nowels) – 3:55
10. "This Land Is Mine" (D. Armstrong, R. Armstrong, Nowels) – 3:46
11. "See the Sun" (D. Armstrong) – 10:36
  - "See the Sun" ruleaza 5:04, și este urmată de 2:01 minute de liniște, iar apoi urmează melodia ascunsă, "Closer" - 3:29